# Большеклювый ткач (ткачи)
Большеклювый ткач (лат. Ploceus megarhynchus) — вид воробьиных птиц из семейства ткачиковых. Обитают в Индии, Непале и Бутане. Известно два подвида.

## История изучения
Вид был описан Юмом по образцу, добытому около Найнитала. Затем вновь открыт Ф. Финном.

## Описание
Длина тела 15 см. Масса тела самцов 34—40 г, а самок — 30—34 г. Лоб, корона и затылок самцов номинантивного подвида золотисто-жёлтые.

## Биология
Размножаются с мая по сентябрь. Птицы строят гнездо на деревьях или в камышах. Самцы обдирают листья с дерева, на котором построено гнездо, делая его хорошо заметным.
Рацион состоит, прежде всего, из семян, в том числе конопли и риса, а также насекомых; молодые особи питаются в основном насекомыми.